# Giuseppe Bellusci
Pour les articles homonymes, voir Bellusci.
Giuseppe Bellusci, né le 21 août 1989 à Trebisacce, est un footballeur italien, évoluant au poste de défenseur à Ascoli Calcio.

## Biographie
Le 12 août 2014, il rejoint le club anglais de Leeds United.
Le 1er juillet 2016, il est prêté à Empoli